# Alexander Flyabout D
L'Alexander Flyabout D était un monoplan aile-haute léger doté d'un habitacle fermé, conçu au début des années 1930. Alexander Aircraft Company l'a produit a une vingtaine d'exemplaires de 1931 à 1932, puis l'Aircraft Mechanics Inc a repris le modèle à partir de 1935.

## Conception et développement
En 1928 la Alexander Aircraft Company est devenu l’éphémère plus gros avionneur mondial grâce au succès de son biplan Alexander Eaglerock. Mais la Grande Dépression bouleverse le marché de l'aviation civile de loisir. Dans ce contexte, l'AAC conçoit un avion léger pouvant être produit, vendu et exploité à bas coût qu'il présente pour la première fois au National Aircraft Show de Détroit en avril 1931, pour un prix inférieur à 1 500 dollars.
Le fuselage et la queue sont constituées de tubes d'acier soudés entre eux, les ailes sont composées d'une armature en bois recouverte de tissu. Le patin de queue n'est pas une roue mais une lamelle d'acier (un ressort plat) orientable, pendant que le train avant (fixe) n'est pas muni de frein.
L'Alexander Flyabout D est décliné en deux versions, les Flyabout D-1 et Flyabout D-2 qui se différencient essentiellement par leur motorisation, et donc leurs performances.
Le Flyabout D-1, le plus léger des deux, ne pèse que 260 kg avec son moteur Continental Motors A-40 de 38 ch, pour une longueur de 6,5 m et une envergure de 11,5 m. Les performances sont modestes : 113 km/h en vitesse de croisière à une altitude de 2 590 m, 129 km/h en vitesse de pointe et une vitesse ascensionnelle de 106 m/min. Mais les prix d'achat et d’entretien sont tout aussi modérés. Le modèle est vendu au prix de 1 465 dollars, pour une consommation d'un gallon pour 30 miles, soit un montant estimé de 72 cents de carburant pour une heure de vol. Ce modèle, qui a obtenu le certificat de navigabilité ATC #439, n'est finalement produit qu'à deux exemplaires (plus un modèle statique) les autres D-1 mis en production sont finalement sortis de l'usine en tant que D-2. Le dernier de ces deux D-1 est d'ailleurs lui aussi finalement converti en D-1.
Le Flyabout D-2 dispose d'un moteur un peu plus puissant : le Szekely Aircraft Engine (de) SR-3 de 45 ch. Les performances augmentent en conséquence : 121 km/h en vitesse de croisière à une altitude de 4 000 m, 150 km/h en vitesse de pointe et surtout une vitesse ascensionnelle doublée à 213 m/min. Autre différence : le train d’atterrissage, qui n'est plus équipé d'un amortisseur en caoutchouc mais simplement d'un tube d'acier, la fonction d'amortissement étant confiée aux nouveaux pneumatiques. Le prix de vente est également légèrement plus élevé, 1 590 dollars, mais c'est cette version (certifié ATC #449) qui a remporté un plus grand succès commercial : seize exemplaires sont vendus jusqu'à la faillite du manufacturier, le dernier étant d'ailleurs assemblé par Aircraft Mechanics Inc après la faillite de l'Alexander Aircraft Company.
Si le moteur A-40 a su propulser vers le succès le modèle concurrent Taylor E2 Cub, il ne s'est pas révélé adapté au Flyabout, pourtant le premier à l'embarquer. La version D-2 est mise au point rapidement et est disponible seulement six semaines après le D-1 et s'avère bien plus satisfaisante, à tel point que sur les quatre premiers modèle D-1 produits trois sont de suite convertis en D-2.